# Soltendieck
Soltendieck település Németországban, azon belül Alsó-Szászország tartományban. Lakosainak száma 1030 fő (2023. december 31.). Soltendieck Schnega és Suhlendorf községekkel határos.

## Népesség
A település népességének változása:
| Lakosok száma | 1001 | 1017 | 1004 | 1004 | 1038 | 1057 | 1030 |
|               | 2016 | 2017 | 2018 | 2019 | 2021 | 2022 | 2023 |